# Communa

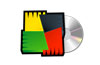
Logo firmy AVG Technologies, v roce 2006 a 2007 byla druhá v soutěži Firma roku

Firma Communa je specializovaná agentura na oblast public relations (vztahy s veřejností). Zaměřuje se na korporátní a regionální komunikaci a podporuje vybrané průmyslové sektory.

## Firma roku, živnostník roku, startup roku
Od roku 2006 organizuje soutěže Vodafone Firma roku a Česká spořitelna Živnostník roku. V roce 2016 přibyla soutěž Nejlepší startup roku pro firmy mladší než 3 roky. První vítězný startup byla firma Neuron soundware, v roce 2017 vyhrál fintech startup Spendee.

## Město pro byznys
Výzkum "Město pro byznys" hodnotící podnikatelský potenciál českých měst a obcí organizuje agentura Communa od roku 2009. Hodnotí se podle 34 kritérií rozdělených do kategorie podnikatelské prostředí a přístup veřejné správy.